# 胡小石故居
胡小石故居又名蜩庐，位于中国江苏省南京市鼓楼区颐和路公馆区天竺路21号，为两层砖木结构建筑，采用西班牙风格，最初为某美国驻华武官所有，1949年后为国学大师胡小石的寓所，现已由胡氏后人售予某私企企业家。